# Esparver comú
|  | Per a altres significats, vegeu «esparver (desambiguació)». |

L'esparver comú, esparver, astoret o falcó torter i falcó de tords a les Balears (Accipiter nisus) és una espècie d'ocell rapinyaire de la família dels accipítrids (Accipitridae). Es troba a zones forestals temperades d'Europa, Àsia i Àfrica. El seu estat de conservació es considera de risc mínim.

## Morfologia

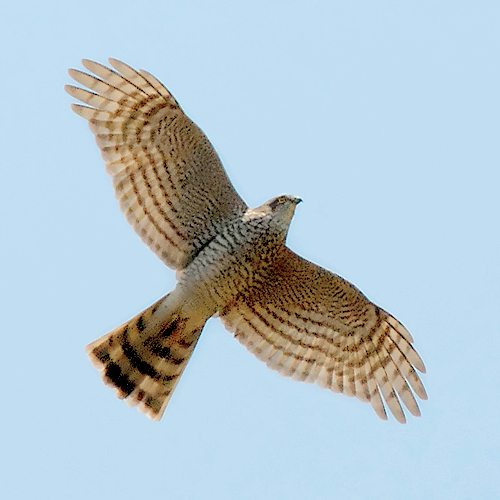
Esparver vulgar en vol.

És una au d'entre 28 i 38 cm de longitud i una envergadura entre els 60 i els 80 cm. Les femelles són molt més grosses que els mascles. L'ala d'una femella sol mesurar entre 20 i 25 cm i la d'un mascle entre 16 i 21 cm.
El seu pes oscil·la entre els 94 i 173 grams els mascles i entre 208 i 380 grams les femelles.
El mascle d'esparver té les parts superiors de color gris pissarra i que al cap li forma una caputxa uniforme que li arriba a la base dels ulls, ben separat de les galtes de color vermellós. Les parts inferiors tenen franges de color vermellós que tendeixen a difuminar-se als laterals en un color més homogeni. La cua té quatre o cinc bandes fosques (3 d'elles completament visibles) visibles tant per la part superior com la inferior. Té les ales curtes i arrodonides i mentre vola, vista des de baix, les ales es veuen clarament barrades. Sol tenir l'iris de color taronja, tot i que pot anar de color groc fins al taronja vermellós. Ens els mascles tendeix a enfosquir-se amb l'edat.
Les femelles presenten la part superior de color gris bru i les parts inferiors de color més blanquinós, amb franges de color marronós i a vegades vermellós. El dibuix de la cara destaca més que el del mascle degut a la presencia d'una cella clara i fina que contrasta amb la resta de la cara que és més fosca. L'iris normalment és groc o ataronjat.
Els joves sé solen assemblar més a la femella adulta. El plomatge adult s'assoleix a l'edat d'un any.

## Subespècies
- Accipiter nisus exilis (Temminck, 1830)
- Accipiter nisus nisus (Linnaeus, 1758)

## Reproducció

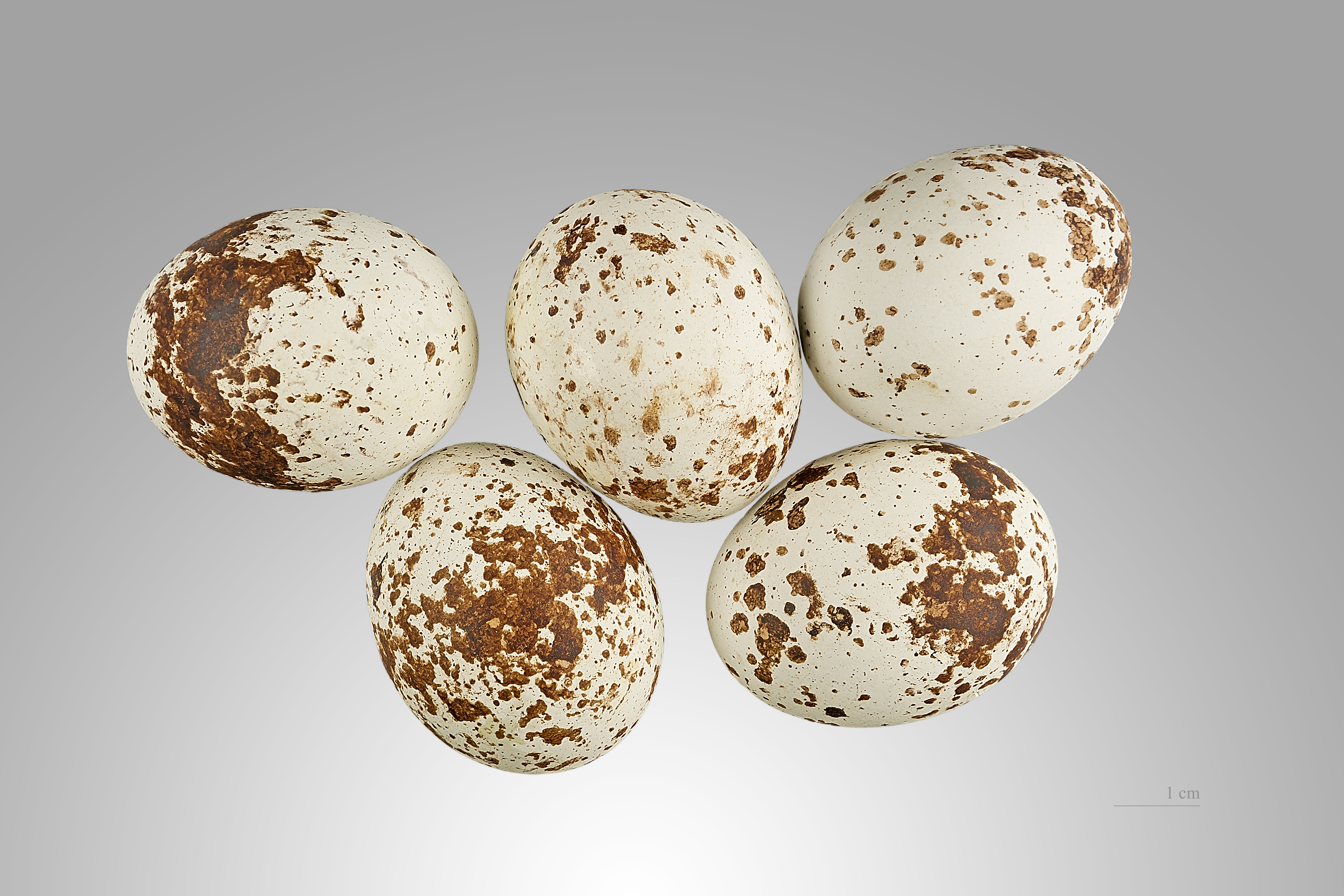
Ous d'Accipiter nisus

Aprofita un arbre (generalment, un pi) per fer-hi el niu, a base de branques que hi transporta. Realitza una sola posta anual, entre abril i juny. Habitualment pon entre 4 i 5 ous (en alguns casos fins a 7). La femella els cova entre 33 i 35 dies. L'eclosió dels ous és asíncrona i els joves emprenen el vol al cap d'uns 30 dies aproximadament.

## Alimentació
És molt voraç i caça tant al descobert com a l'aguait, pardals, estornells, fringíl·lids, talps, ratolins, insectes, etc.

## Hàbitat
Prefereix boscos més humits que els de l'astor. Se’l troba per tot Europa i s'expandeix per totes les regions temperades i subtropicals. Es comú en la majoria de zones boscoses de la distribució geogràfica i també en zones més obertes i amb arbres més dispersos.

## Distribució geogràfica
Viu a gairebé tot Euràsia. Nia i hiverna al Principat de Catalunya i al País Valencià, i a les Balears només hiverna.

## Costums
Només allà on existeix bosc demostra ésser un caçador hàbil, ràpid i que basa el seu èxit en el factor sorpresa. És migrador parcial a l'hivern i arriba fins al sud del Sàhara.
És una au solitària, com a molt viu en parella. Durant les migracions no forma grups. Normalment és silenciós excepte en període reproductiu. És una au migratòria regular i es desplaça normalment entre setembre i octubre.

## Protecció
És una espècie protegida. Les seves principals amenaces i causants del descens de la seva població són la caça, l'ús de plaguicides, l'explotació dels seus nius, la destrucció de l'hàbitat per mitjà de tales i incendis, la col·lisió amb els cables elèctrics i la molèstia de l'home durant la nidificació.